# 台鐵DR2000型柴油車

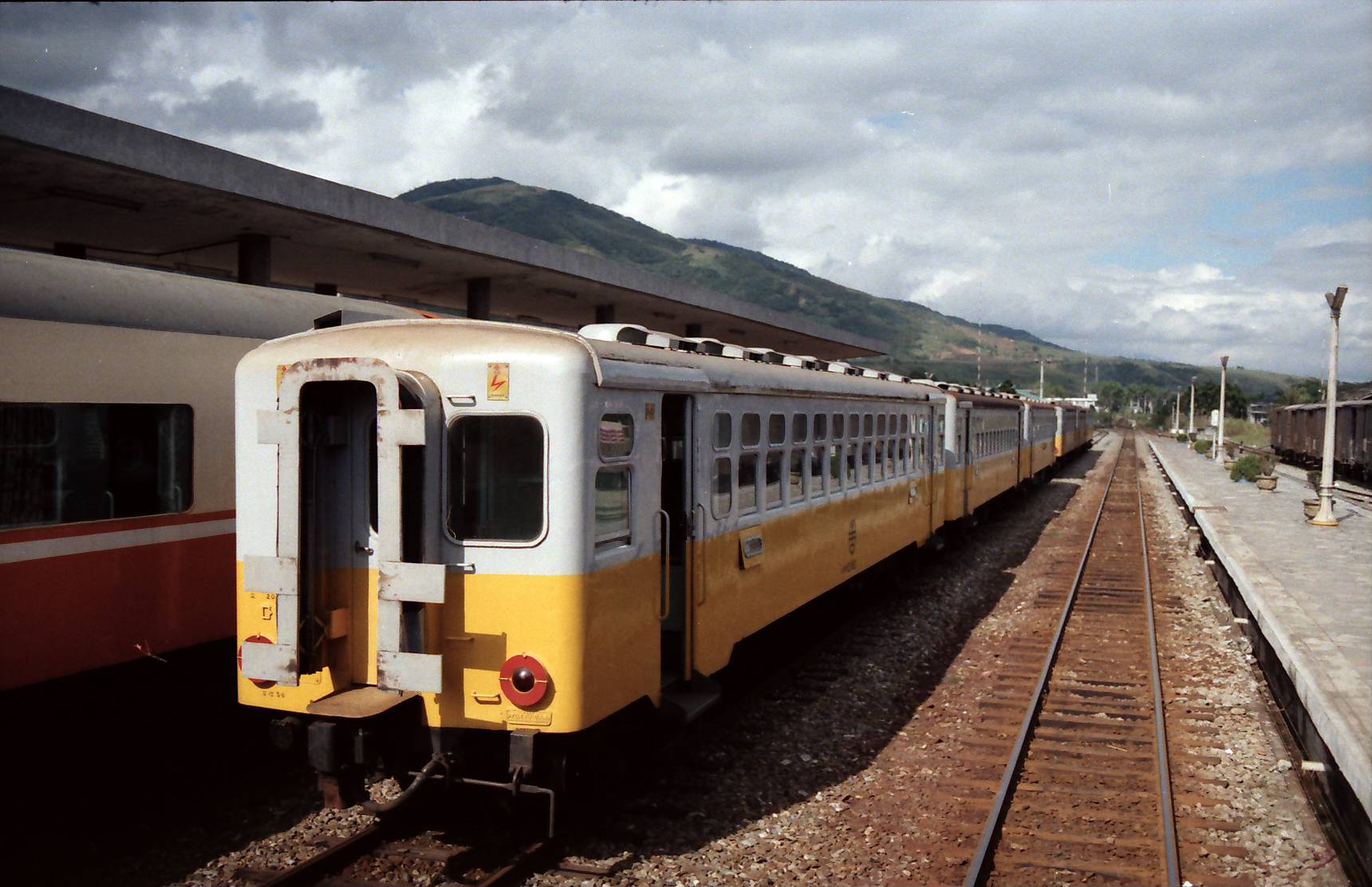
舊東線光華號塗裝的DR2050型拖車

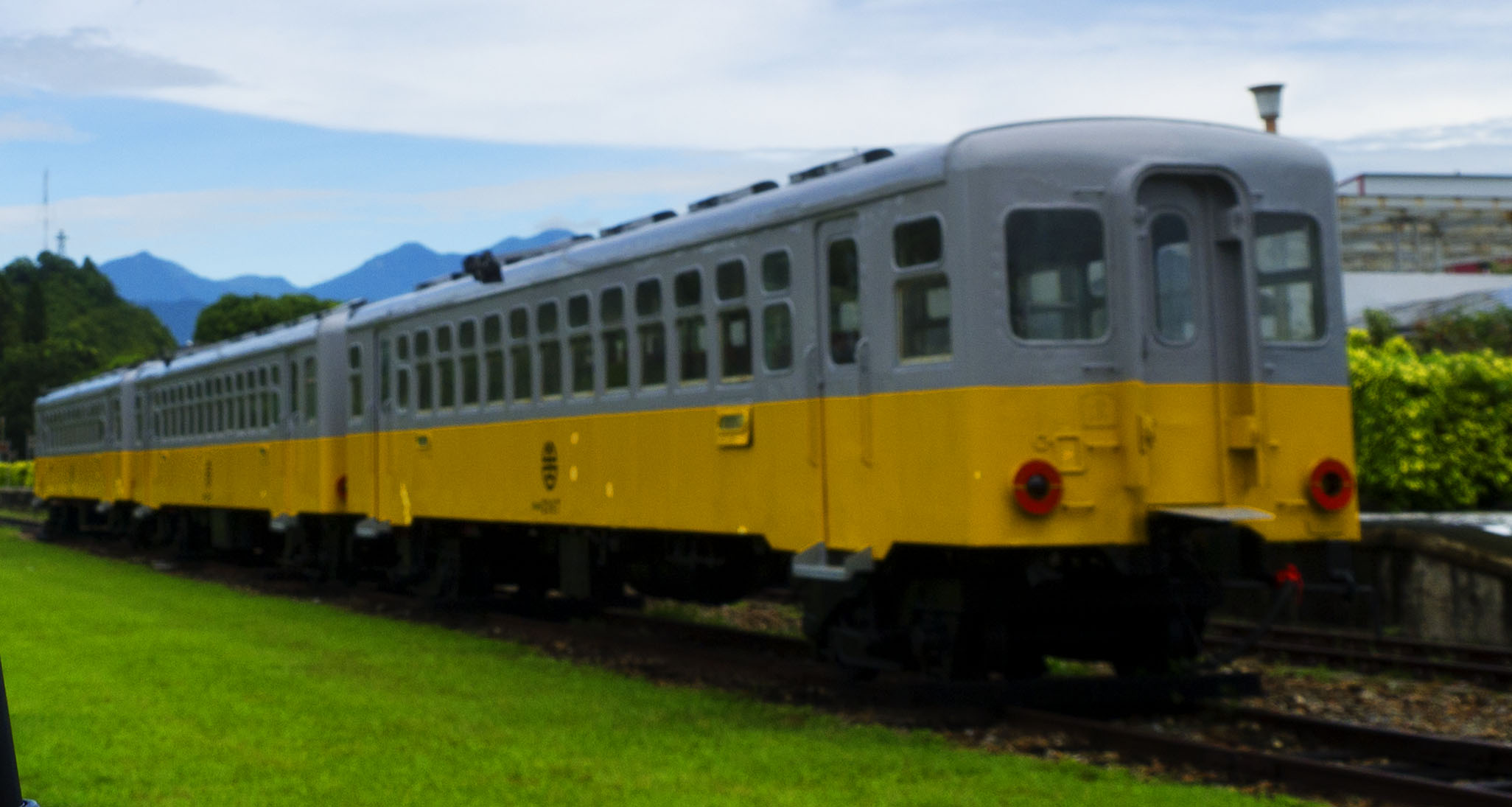
DR2050型於台東鐵道文化藝術村

DR2000型柴油客車/DR2050無動力拖車是臺灣鐵路管理局所使用的一款柴油客車，由原用於行駛舊東線光華號之LDR2300型柴油動力車/LTPB1900型無動力拖車拓寬軌距而成。

## 概要
1982年台東線拓寬完工後而停駛的LDR2300舊東線光華號，有預留輪距的後期車輛，在1983年由臺鐵花蓮機廠修改車軸為1067mm軌距。原車身塗裝為上白下黃的「黃皮仔」光華號，改造後車身改漆成台鐵普快車標準塗裝（海軍藍，車窗下方一道白線），車籍改為DR2000型；但車體仍為762mm軌距時期的尺寸，明顯比原屬西部幹線的車輛為小。由於自LDR2300改至DR2000之車色變化，如同小叮噹的顏色改變，「東線小叮噹」、「小叮噹柴快」、「小叮噹」便成為DR2000型柴油客車的綽號。更改軌距的車輛為LDR2300型柴油客車10輛，改為DR2000型；LTPB1800、LTPB1900型無動力客車20輛，改為DR2050型。
變更軌距後，DR2000型作為柴油普通車（柴普）行駛於頭城、花蓮、光復、玉里、關山、臺東、枋寮區間。1991年南迴線通車後，於枋寮及臺東新站間以柴電機車R20型或S200型牽引無動力拖車DR2050型二節，行駛普通車，早晚各一班對開。
更改軌距後的DR2010 （原LDR2310）原外觀與其它動力車無異，但在一次火燒車事故後難以維修，花蓮機廠報廢1輛LDR2313鋁皮車，拼裝成現在的DR2010的外觀。
1996年DR2700型轉用於東部幹線取代DR2000型。DR2000型於該年11月4日開出末班車，停駛當天花蓮機務段謝永讚先生特別請段內技師製作「DR2000型柴油車榮退」看板掛在557次車頭前，當日收班後正式停駛。1997年8月14日，奉臺灣省政府交通處（現中華民國交通部）同意，全部除籍報廢，僅保留DR2009、DR2010動力車配置在花蓮機廠擔任調車；其他動力車6輛（DR2003、2005已先於1996年9月底報廢解體）、拖車12輛，均在1998年7月對外公開拍賣，車況不良者在台東機務段就地解體。台鐵標售後共16輛車（5輛動力車與11輛拖車）被廢鐵商置放在花蓮市和平路永吉陸橋旁，2001年後廢鐵商將未出售的車輛解體，而未解體者則由私人收購後運送至臺灣各地。

## 使用情況
- 1983年由臺鐵花蓮機廠改造車軸為1067mm軌距，最高時速每小時70公里。
- 1998年6月9日為配合蒸汽火車CK101復活行駛，臺鐵選擇車況較好的DR2053、DR2055、DR2056、DR2057無動力拖車整修成為觀光懷舊客車使用。
- 2001年臺鐵將DR2052仿造為大型汽油客車之外觀後展示於臺北市後火車站懷舊廣場(太原路與鄭州路口)，但由於車輛相關背景與仿造品質，此事飽受批評。現已遷移至舊干城站旁展示[3] [4]
- 2007年11月臺鐵提供DR2060、DR2067、DR2069至臺東鐵道文化藝術村(前台東車站)展示。[5][6]
- 2008年11月29日光華四十東鐵再現活動，車號DR2053恢復上白下黃的「黃皮仔」光華號塗裝。
- 目前30DR2000型與25DR2050型全數除籍停用[7]。DR2053、DR2055、DR2056、DR2057無動力拖車目前暫停使用停放於彰化機務段。

## 現存私有車輛

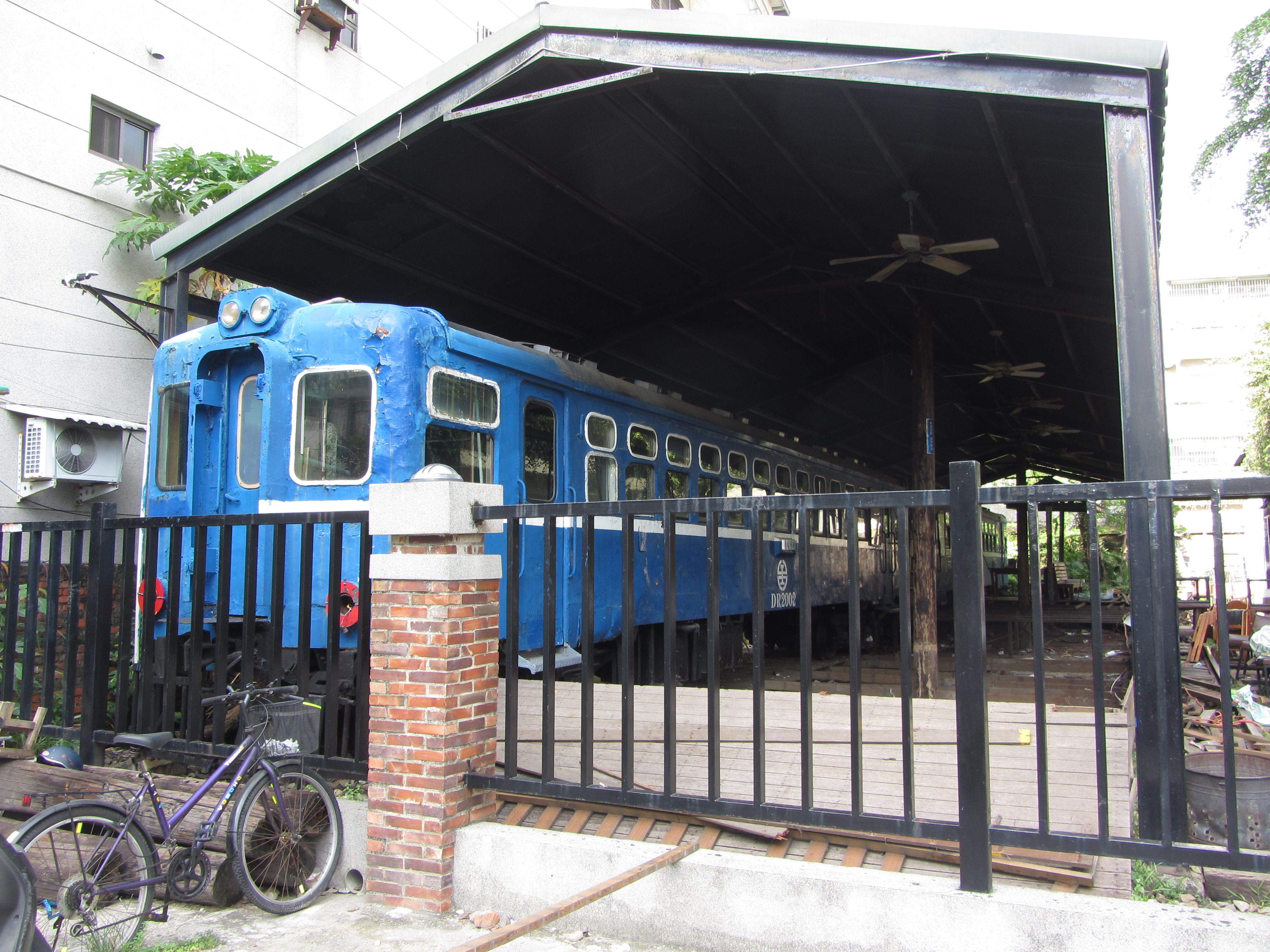
新台灣原味餐廳鳳山館舊址購下DR2002、DR2063。

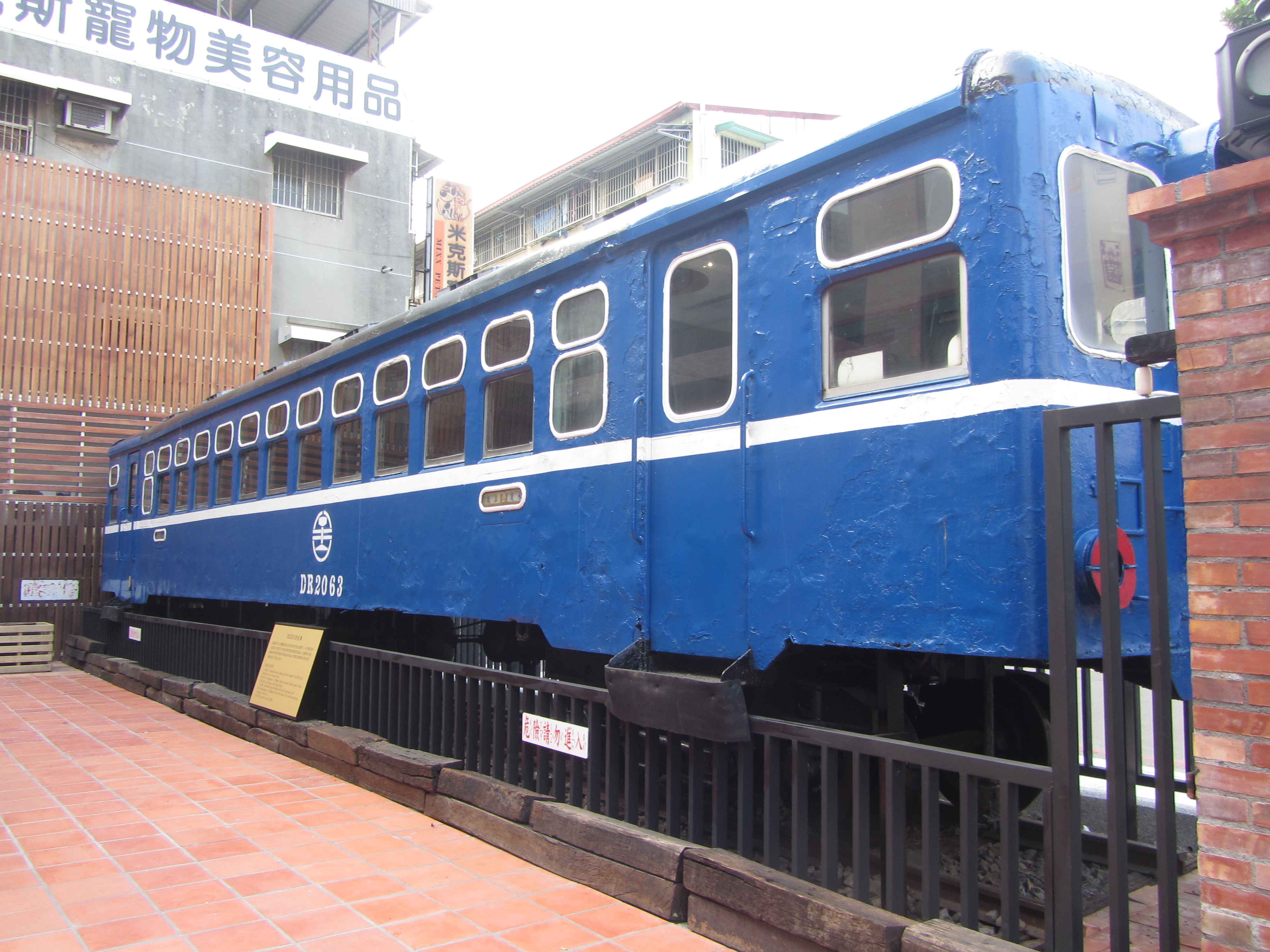
DR2063已移至大東文化藝術中心旁的新台灣原味餐廳鳳山館新址

位於台東縣池上鄉池上悟饕文化故事館的DR2066。

此處所列之車輛皆為私人所有，可能因車輛翻修而使車號一再改變，造成車號重複與誤植，故目前車號可能非原本車號。
- 臺東縣池上鄉悟饕池上飯包文化故事館：DR206（誤植為2062）、2066
- 臺東縣臺東市鐵道藝術村：DR2060、2067、2069
- 花蓮縣新城鄉光隆博物館：DR2008（誤植為2058）[8][9]、2054（誤植為2067）、2066（車號有誤）、2068（車號有誤）
- 高雄市鼓山區新台灣原味餐廳高雄館：DR2002
- 屏東縣私人收藏：DR2063
- 屏東縣恆春鎮台灣牛牛肉麵：DR2068、70（兩輛皆已遷移至他處）[10]